# Zêzere
Lo Zêzere (in spagnolo Cécere) è un fiume che attraversa il Portogallo.
Nasce dalla Serra da Estrela e attraversa i distretti di Castelo Branco, Coimbra e Santarém.

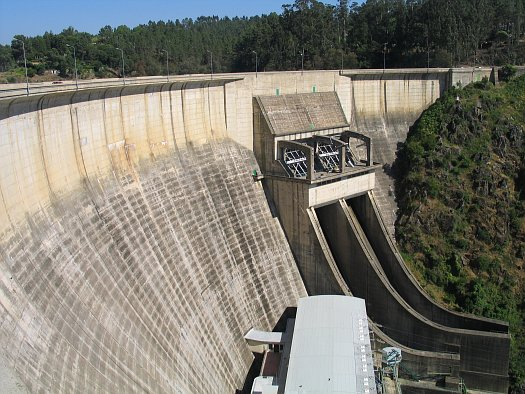
La diga Castelo de Bode, una delle più grandi dighe portoghesi

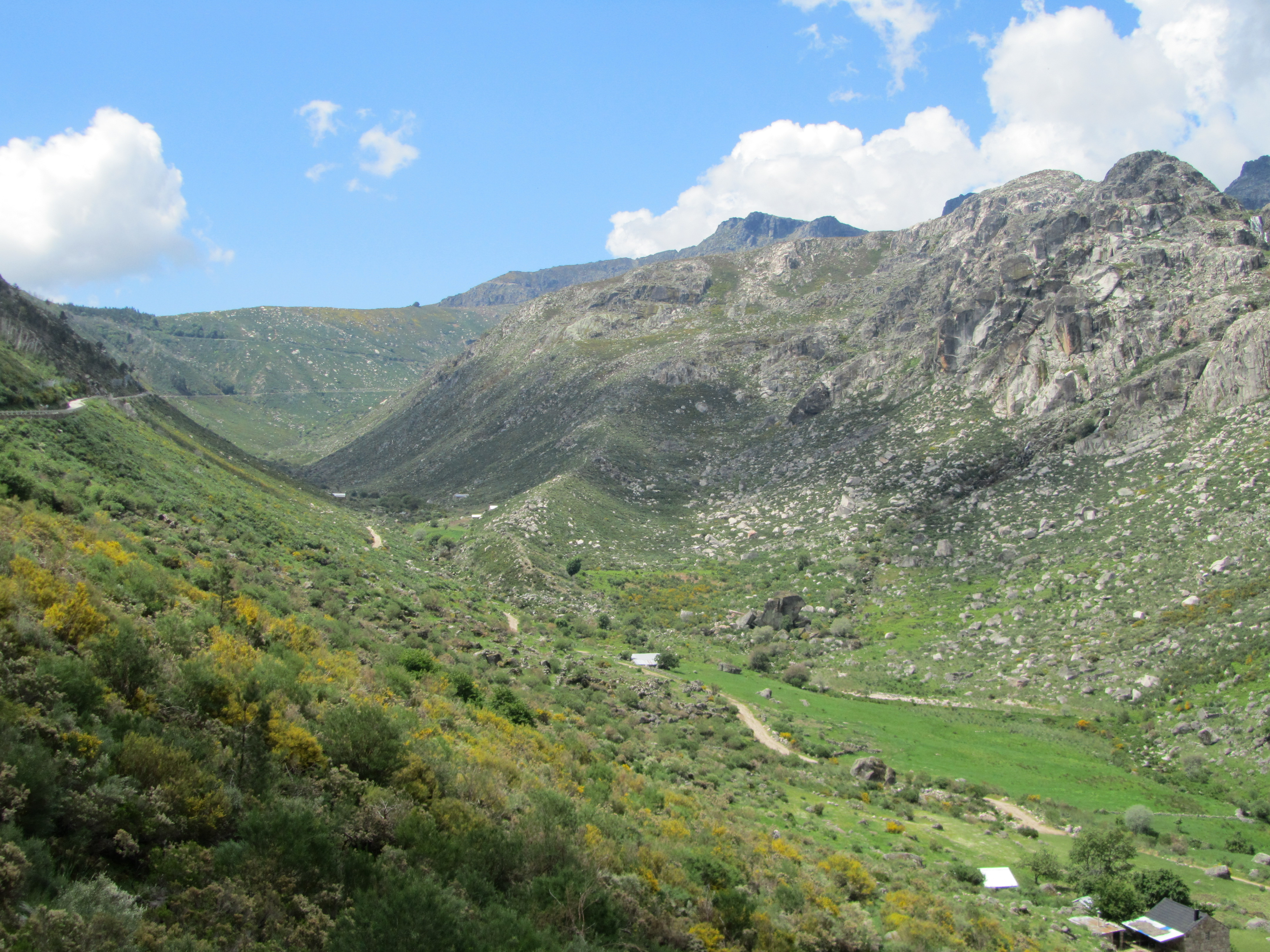
La valle glaciale dello Zêzere